# Eric Hargan

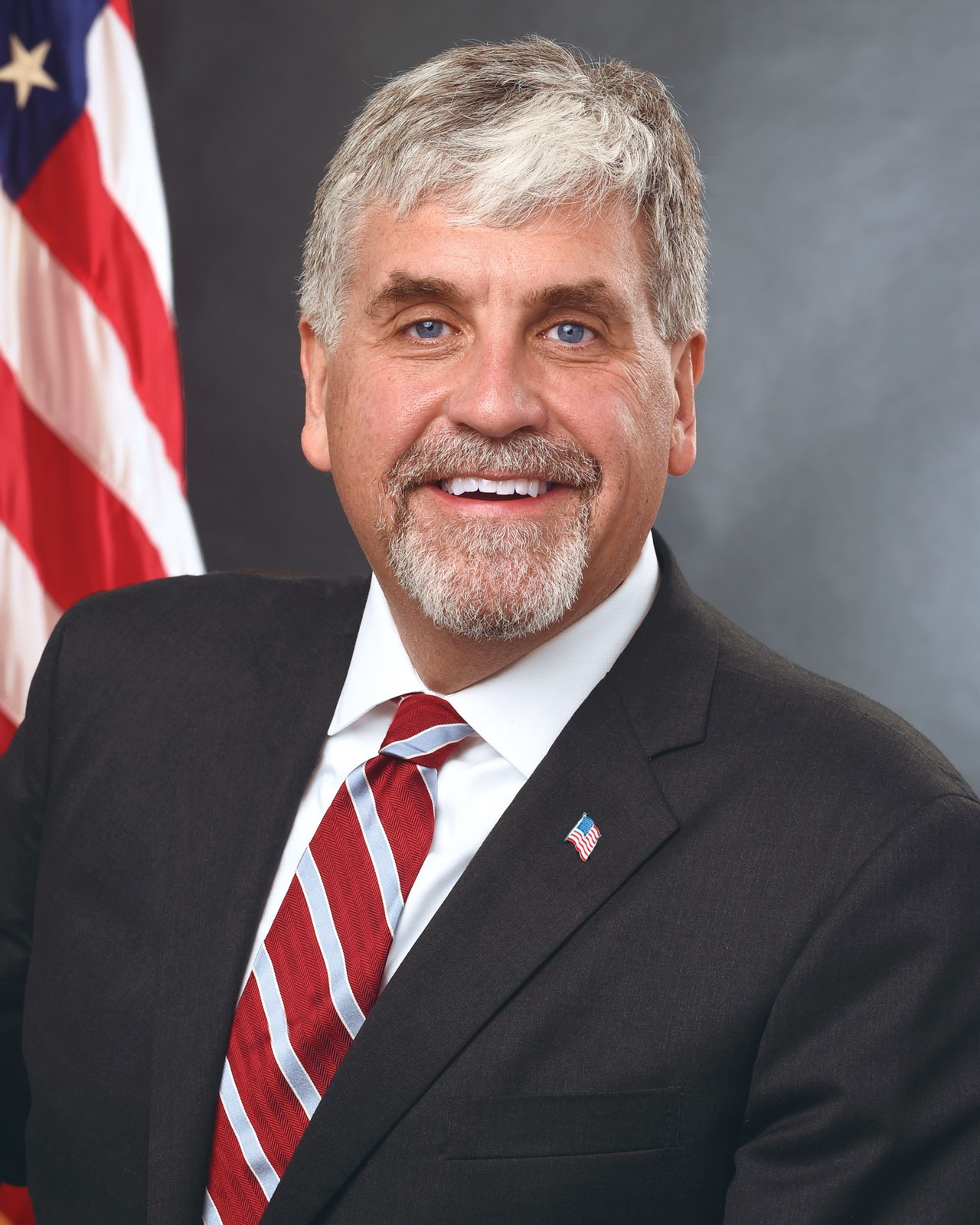
Eric Hargan (2017)

Eric D. Hargan (* 3. Juni 1968) ist ein US-amerikanischer Jurist, Hochschullehrer und Beamter.

## Werdegang
Eric D. Hargan erwarb einen Bachelor of Arts mit cum laude an der Harvard University. Seinen Juris Doctor machte er dann an der Columbia University Law School, wo er leitender Redakteur vom Columbia Law Review war. Des Weiteren erwarb er ein Certificate in International Law an der Parker School of Foreign and Comparative Law von der Columbia University. Nach dem Erhalt seiner Zulassung als Anwalt begann er zu praktizieren. In den Folgejahren unterrichtete Hargan als Professor an der Loyola University Chicago School of Law in Chicago (Illinois) mit dem Fokus auf Verwaltungs- und Gesundheitsrecht.
Von 2003 bis 2007 bekleidete er im Gesundheitsministerium der Vereinigten Staaten (HHS) verschiedene Funktionen. Hargan fungierte vom 4. Februar bis zum 5. August 2007 als kommissarischer United States Deputy Secretary of Health and Human Services. Des Weiteren war er als Departments Regulatory Policy Officer tätig, welcher die Entwicklung und Genehmigung aller HHS-, CMS- und FDA-Regelungen und bedeutsamen Richtlinien beaufsichtigte. Davor war er Deputy General Counsel im Gesundheitsministerium.
Hargan saß zwischen 2006 und 2007 im US-Regierungsteam beim ersten U.S.–China Strategic and Economic Dialogue (S&ED) in Peking. Er arbeitete auch mit der Rüstungskontrollbehörde des Außenministeriums zusammen, um die Biosicherheit in den Entwicklungsländern zu verbessern. Außerdem initiierte und leitete er das HHS-Team, welches 2007 die ersten Stellungnahmen zu den internationalen Lebensmittelsicherheits- und Importbelangen entwickelte.
Nach seinem Ausscheiden beim Gesundheitsministerium nahm er wieder seine Tätigkeit als Anwalt auf. Hargan war später Teilhaber in der Niederlassung der internationalen Anwaltskanzlei Greenberg Traurig in Chicago. Dabei arbeitete er im Health und FDA Business Department, wo er den Fokus auf Transaktionen, Gesundheitsrecht und Lobbyarbeit hatte. Während dieser Zeit vertrat er Investoren, Unternehmen und Einzelpersonen bei Healthcare Investments und Gesundheitsrechtsbelangen in der gesamten Branche.
Während der Administration des Gouverneurs von Illinois, Bruce Rauner, war er für kurze Zeit der stellvertretende Vorsitzende im Healthcare and Human Services Committee.
Am 15. März 2017 wurde Hargan für den Posten des United States Deputy Secretary of Health and Human Services nominiert. Sein Confirmation Hearing fand am 7. Juni 2017 statt. Der US-Senat bestätigte seine Nominierung am 4. Oktober 2017. Am 6. Oktober 2017 wurde Hargan zum Deputy Secretary vereidigt und am 10. Oktober 2017 durch US-Präsidenten Donald Trump zum kommissarischen Gesundheitsminister der Vereinigten Staaten ernannt.
Vor seiner Rückkehr nach Washington, D.C. lebte Hargan mit seiner Ehefrau Emily und seinen beiden Söhnen in Vororten von Chicago.